# Erjesztőbaktérium

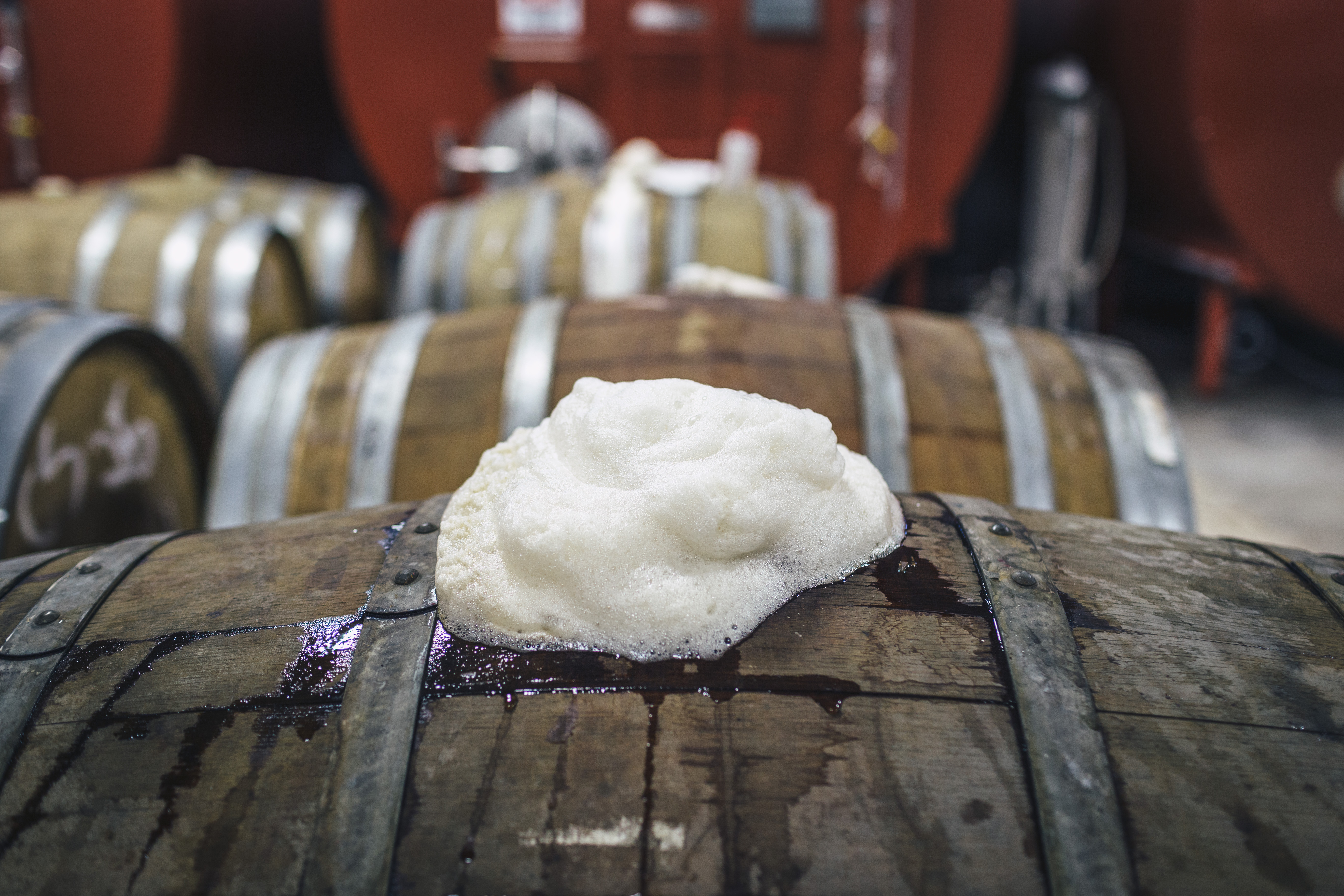
A bor az etilalkoholos erjedés kémiai folyamata során keletkezik a szőlő kipréselt levéből

Az erjesztőbaktériumok a baktériumok azon fajtái, melyek a növények szénhidrátjait lebontva különböző savakat termelnek. Ez a folyamat az erjesztés és az alkohol, szesz és az élelmiszerek (pl. aludttej, kefir, joghurt, kovászos uborka, vaj, sajtok) gyártásban, valamint a takarmányok tartósításában (silózás) használatos.
Világos vagy néha barna sör, többszörös érleléssel készül és alkohol toleráns erjesztőbaktérium-törzset alkalmaz, mely jobban kihozza az alkoholt és az ízeket.
A kérődzők bendőjében lévő erjesztőbaktériumok jelentős metántermelők.
Az erjesztőbaktériumok egy része képes a fehérjék lebontására is.

## Fajtái
- ecetsavas erjesztő baktériumok[3]
- vajsavas erjesztő baktériumok[3]

## Erjesztőbaktérium az irodalomban
Kurt Vonnegut Bajnokok reggelije című regényében az egyik főszereplő Kilgore Trout, a vesztes ismeretlen sci-fi-író, akinek novellái többször felbukkannak a történet során. A történetben két erjesztőbaktérium az élet értelméről filozofál, miközben szép lassan megfulladnak, lényegében a saját ürülékükben, és végig fogalmuk sincs róla, hogy pezsgőt gyártanak.